# إميلي أولريش
إميلي أولريش (بالدنماركية: Emilie Ulrich)‏ هي مغنية أوبرا دنماركية، ولدت في 26 نوفمبر 1872، وتوفيت في 31 يناير 1952.

## وصلات خارجية
- إميلي أولريش على موقع ميوزك برينز (الإنجليزية)